# HMLA-469
469ème Escadron d'hélicoptères légers d'attaque (USMC)
Le Marine Light Attack Helicopter Squadron 469 (ou HMLA-469) est un escadron d'hélicoptère d'attaque du Corps des Marines des États-Unis composé d'hélicoptères d'attaque Bell AH-1Z Viper (en) et d'hélicoptères utilitaires Bell UH-1Y Venom. L'escadron, connu sous le nom de "Vengeance" est basé à la Marine Corps Air Station Camp Pendleton, en Californie. Il est sous le commandement du Marine Aircraft Group 39 (MAG-39) et de la 3rd Marine Aircraft Wing (3rd MAW).

## Mission
Soutenir le commandement de la Force tactique terrestre et aérienne des Marines en fournissant un soutien aérien offensif, un soutien utilitaire, une escorte armée et une coordination des armes de soutien aéroportées, de jour comme de nuit dans toutes les conditions météorologiques lors d'opérations expéditionnaires, interarmées ou combinées.

## Historique

### Origine

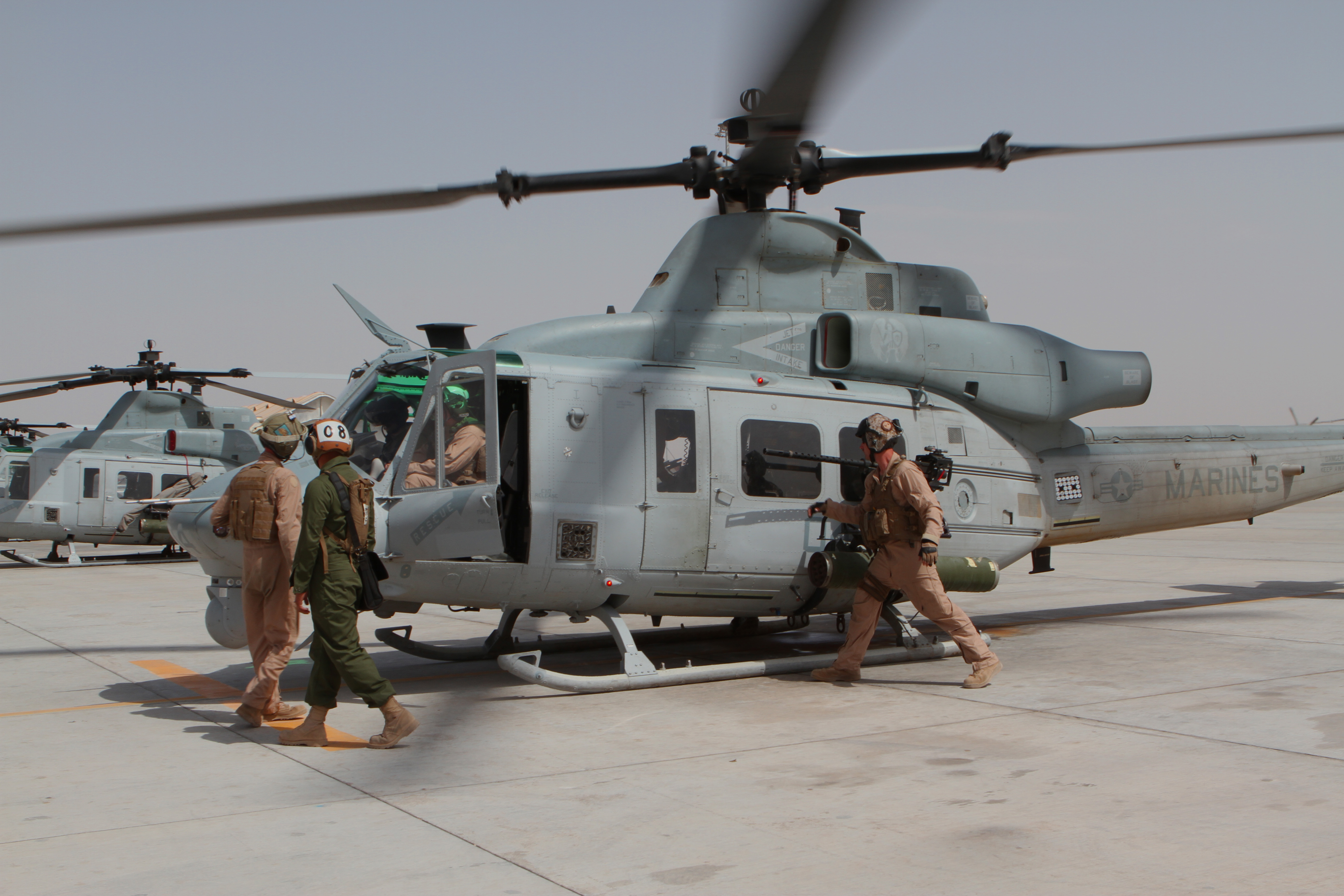
UH-1Y Venom du HMLA-469 en 2012

Le HMLA-369 a été créé en 2009 à la MCAS Camp Pendleton, avec deux autres escadrons, sur l'initiative du président George W. Bush de développer la force de la guerre contre le terrorisme. L'escadron est doté de 14 hélicoptères de d'un peu plus de 350 Marines.

### Accident
Le 29 octobre 2009, un Lockheed HC-130 de la Garde côtière américaine avec sept membres d'équipage est entré en collision avec un hélicoptère Bell AH-1 Cobra du HMLA-369 avec deux membres d'équipage à 24 km à l'est de l'île San Clemente. Les deux avions se sont écrasés dans l'océan Pacifique et les neuf membres d'équipage des deux avions ont été tués.Le HC-130 de la Garde côtière cherchait un plaisancier disparu tandis que l'hélicoptère du Corps des Marines se dirigeait vers une zone d'entraînement militaire en compagnie d'un autre Cobra et de deux hélicoptères CH-53E Super Stallion de la Marine Corps Air Station Miramar.